# Walter Erbe

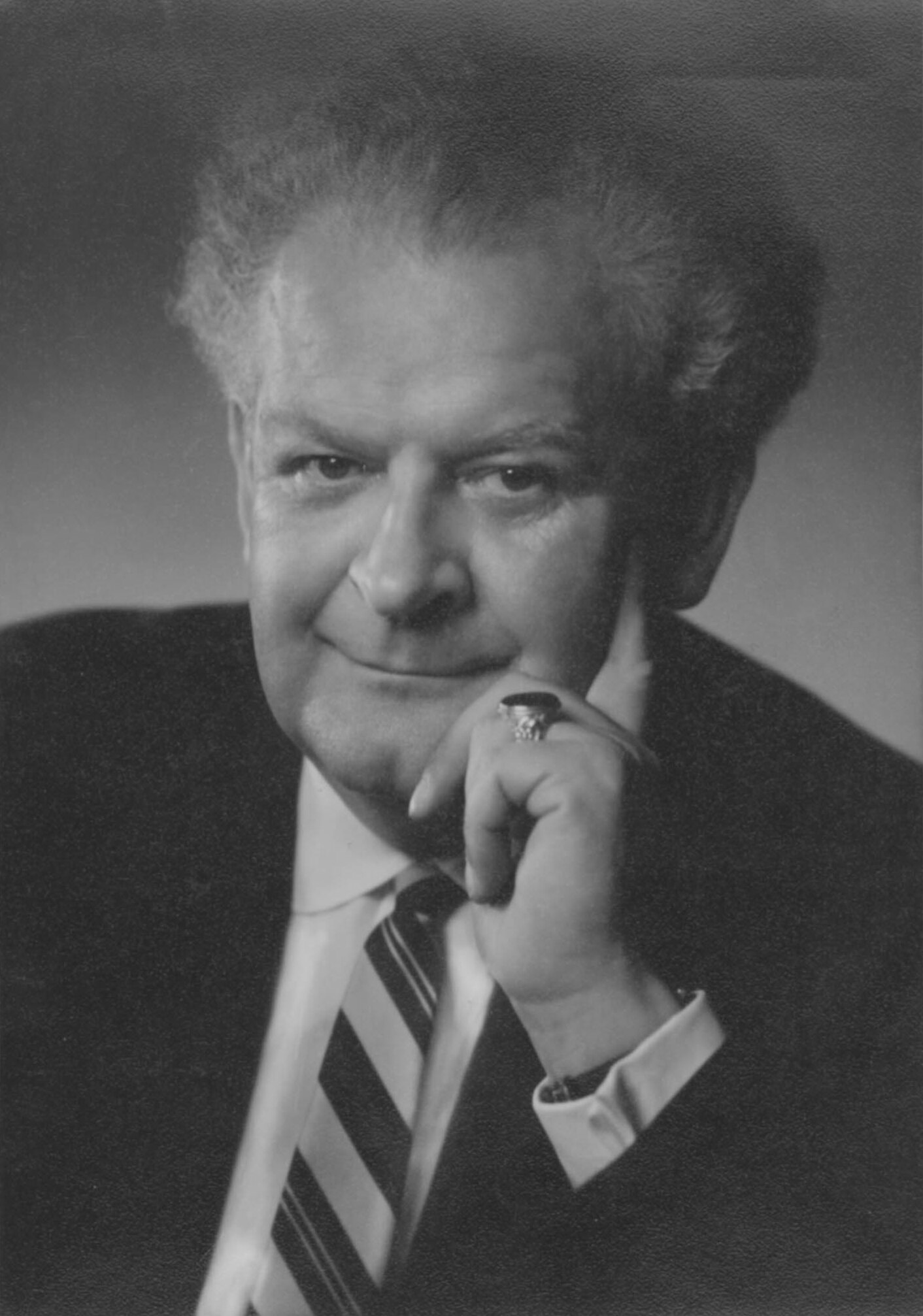
Walter Erbe

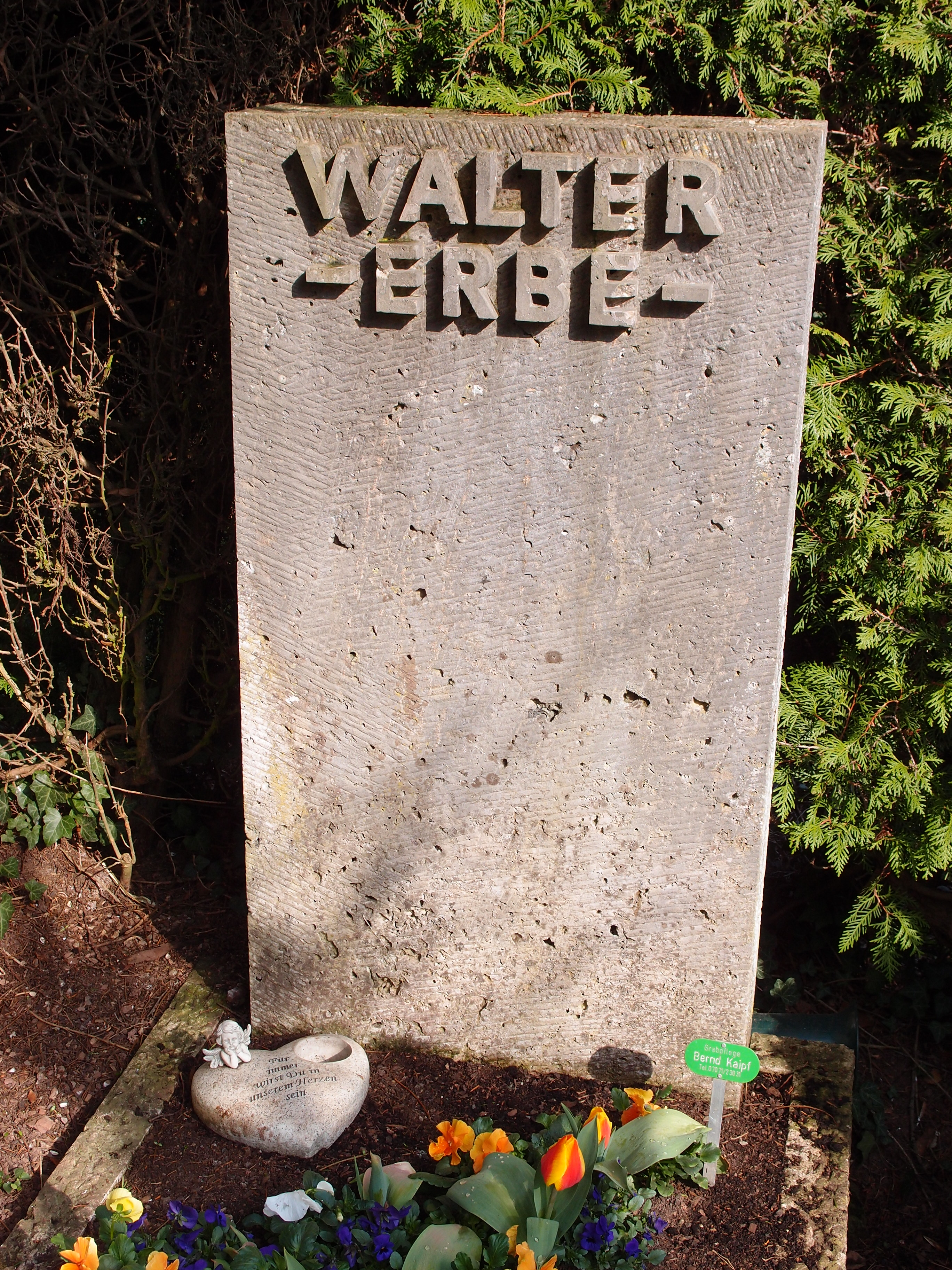
Grab von Walter Erbe; Tübingen, Stadtfriedhof

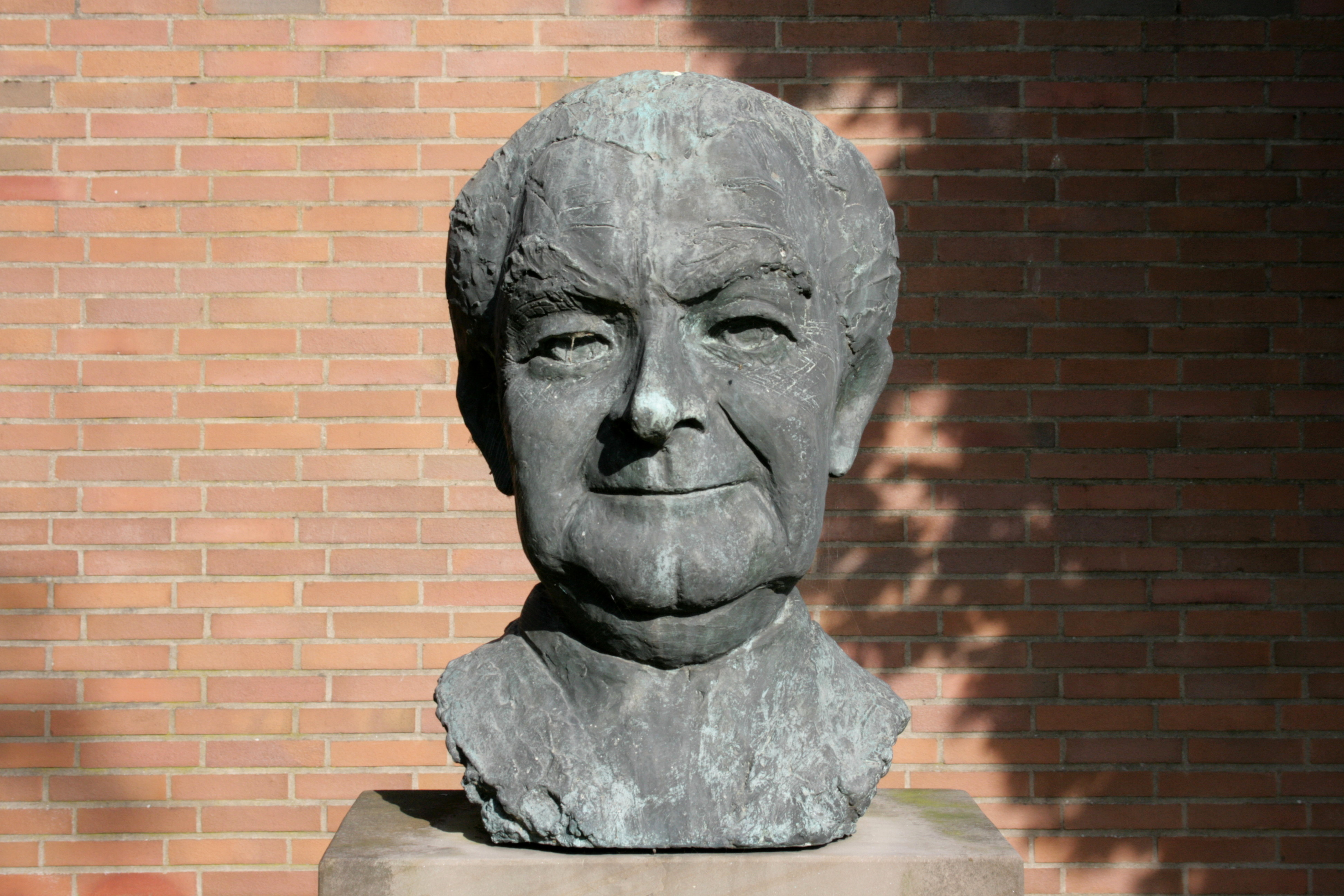
Büste von Erbe vor der Theodor-Heuss-Akademie in Gummersbach

Walter Erbe (* 20. Juni 1909 in Reutlingen; † 3. Oktober 1967 in Tübingen) war ein deutscher Politiker der FDP/DVP und Rechtsprofessor an der Eberhard Karls Universität Tübingen.

## Leben
Erbe studierte nach dem Abitur Rechtswissenschaften an der Universität Tübingen. Während des Studiums schloss er sich der Turnerschaft Hohenstaufia an. Er wurde 1939 an der Universität Berlin promoviert. Nach dem 20. Juli 1944 wurde er kurzzeitig verhaftet. Er war von 1946 bis zu seinem Tode Professor für römisches und bürgerliches Recht an der Universität Tübingen. Von 1948 bis 1951 war er Rektor der Universität. 1949 wurde er zum Mitglied des Staatsgerichtshof für das Land Württemberg-Hohenzollern gewählt. Nach ihm ist die Walter-Erbe-Realschule in Tübingen benannt. Von November 1950 bis Februar 1955 war er Präsident der deutschen UNESCO-Kommission. Von 1951 bis zu seinem Tode war er zudem Vorstandsvorsitzender des Instituts für Auslandsbeziehungen. Er wurde auf dem Tübinger Stadtfriedhof beerdigt.

## Partei
Erbe schloss sich nach 1945 der DVP in Württemberg-Baden an. Auf dem Bundesparteitag der FDP 1952 in Bad Ems kandidierte er für den Bundesvorstand. Als sich nach dem ersten Wahlgang herausstellte, dass er in der Stichwahl unter anderem gegen seinen württembergischen Landsmann Eduard Leuze antreten musste, verzichtete er auf den zweiten Wahlgang, um die Wahl Leuzes nicht zu gefährden.

## Abgeordneter
Erbe war von 1952 bis 1956 und vom 11. Oktober 1957, als er für die in den Deutschen Bundestag gewählte Emmy Diemer-Nicolaus nachrückte, bis zu seinem Tode Landtagsabgeordneter in Baden-Württemberg.

## Sonstiges
Von ihrer Gründung 1958 bis 1961 war Erbe der erste Vorstandsvorsitzende der FDP-nahen Friedrich-Naumann-Stiftung. Vor der Theodor-Heuss-Akademie in Gummersbach steht eine Bronzebüste von Erbe.

## Veröffentlichungen (Auswahl)
- Pfandverkauf und Eviktion nach klassischem römischem Recht. Dissertation, Berlin 1939.
- Die Fiduzia im römischen Recht. Böhlau, Weimar 1940.
- Aus Kultur und Politik. Ansprachen und Aufsätze. Süddeutscher Verlag, München 1960.
- Die geistige und politische Freiheit in der Massendemokratie. Deutsche Verlags-Anstalt, Stuttgart 1960.
- Europa und die Entwicklungsländer. Deutsche Verlags-Anstalt, Stuttgart 1961.
- Was bedeuten uns heute Volk, Nation, Reich? Deutsche Verlags-Anstalt, Stuttgart 1961.
- mit Paul Luchtenberg: Gegenwartsaufgaben der Erwachsenenbildung. Festschrift zum 70. Geburtstag von Richard Freudenberg. Westdeutscher Verlag, Köln 1962.
- Planung in der Marktwirtschaft. Deutsche Verlags-Anstalt, Stuttgart 1964.